# Gewone viltmuts
Gewone viltmuts (Pogonatum aloides) is een mossoort uit het geslacht viltmuts (Pogonatum).

## Determinatie
Gewone viltmuts is een topkapselmos dat donkergroene zoden vormt. Het protonema is blijvend. De stengel bereikt een lengte tot 2 cm. De bladeren zijn smal-lancetvormig, getand en in vochtige toestand afstaand. Op de bladschijf zitten parallel verlopende lamellen.

## Ecologie
Gewone viltmuts is een pioniersoort van leem en lemig zand. Het komt vooral voor op steilkanten, wortelkluiten en langs bospaden.

### Syntaxonomie
In de syntaxonomie staat gewone viltmuts te boek als kensoort voor de associatie van gewone viltmuts.